# Batrachochytrium
Batrachochytrium är ett släkte av svampar. Batrachochytrium ingår i ordningen Rhizophydiales, klassen Chytridiomycetes, divisionen pisksvampar och riket svampar.
|                  | Rhizophydiaceae                                  |
|                  |                                                  |
|                  | Protrudomycetaceae                               |
|                  |                                                  |
|                  | Pateramycetaceae                                 |
|                  |                                                  |
|                  | Kappamycetaceae                                  |
|                  |                                                  |
|                  | Gorgonomycetaceae                                |
|                  |                                                  |
|                  | Globomycetaceae                                  |
|                  |                                                  |
|                  | Aquamycetaceae                                   |
|                  |                                                  |
|                  | Angulomycetaceae                                 |
|                  |                                                  |
|                  | Terramycetaceae                                  |
|                  |                                                  |
| Batrachochytrium | \| \| Batrachochytrium dendrobatidis \| \| \| \| |
|                  | \| \| Batrachochytrium dendrobatidis \| \| \| \| |
|                  | Batrachochytrium dendrobatidis                   |
|                  |                                                  |

|  | Batrachochytrium dendrobatidis |
|  |                                |

## Bildgalleri

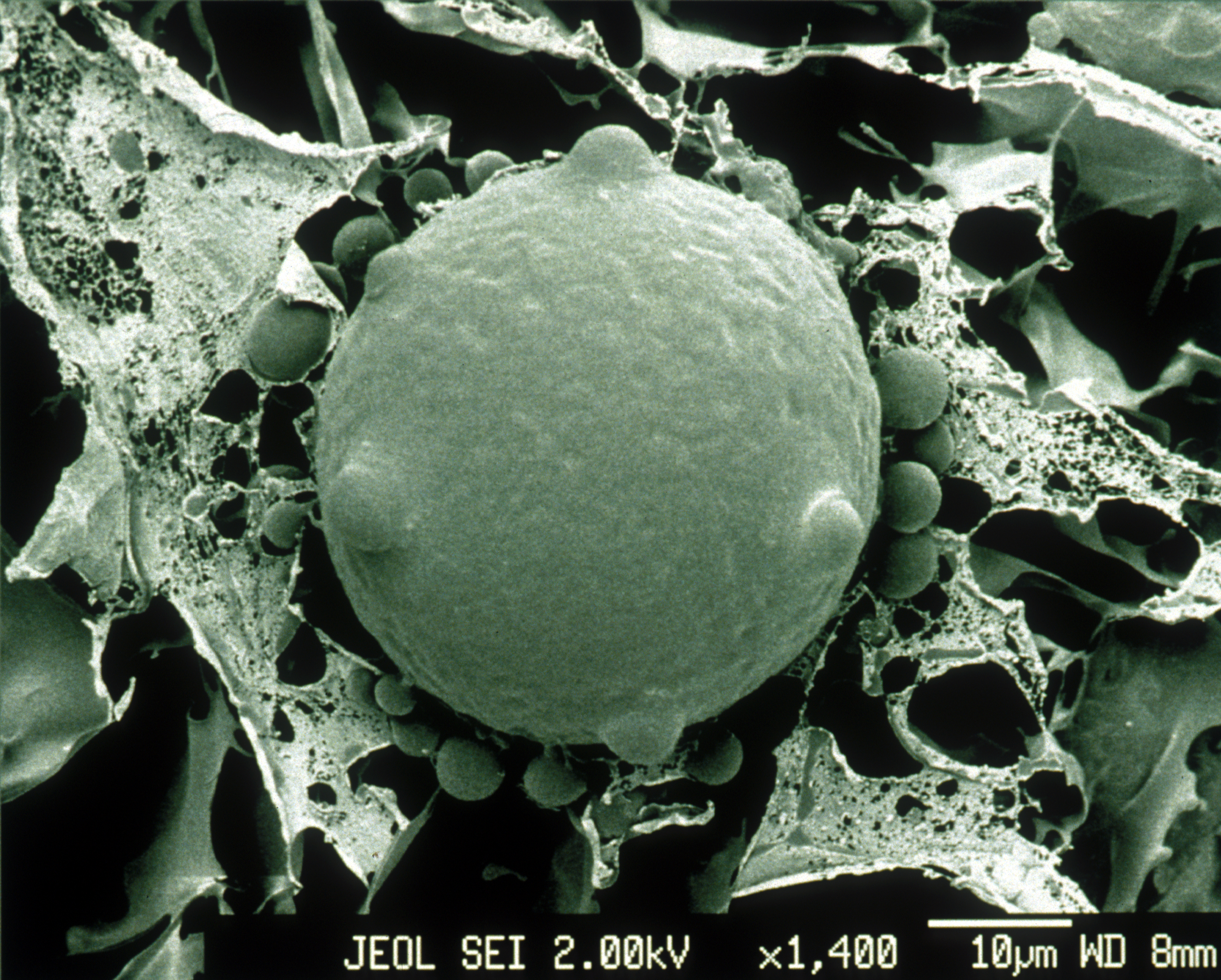
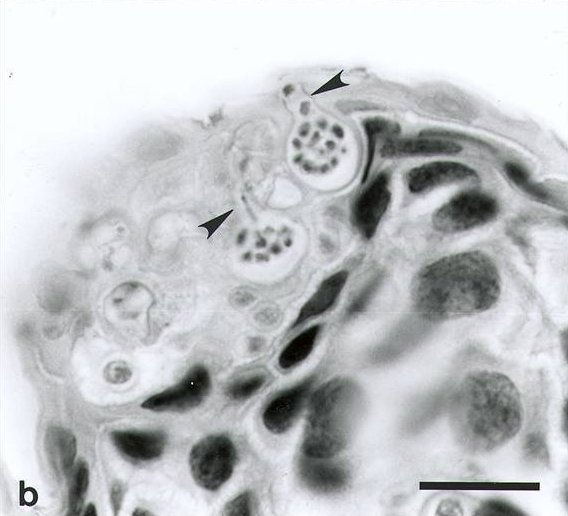
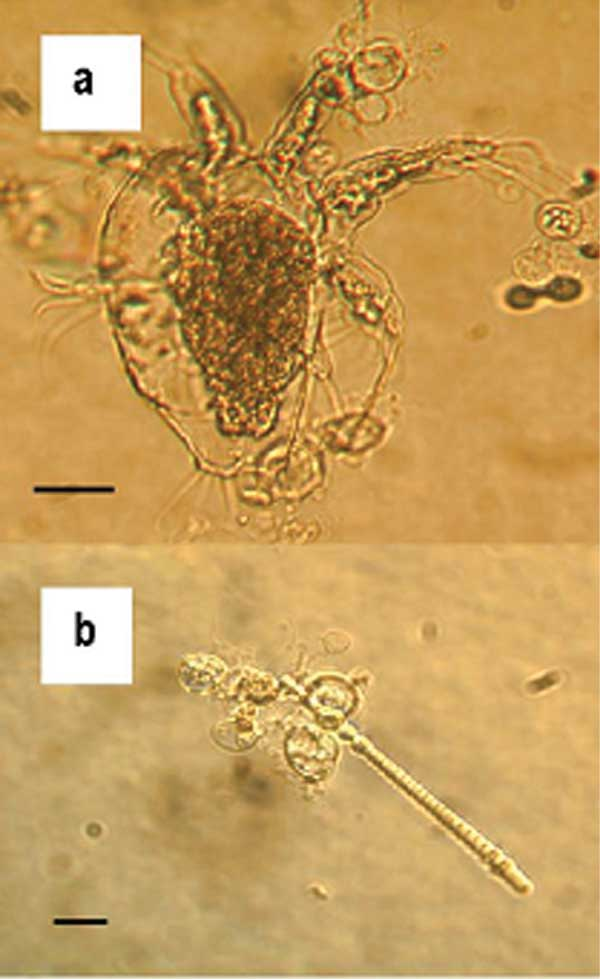